# Nikolaï Bassov
Pour les articles homonymes, voir Bassov.
Nikolaï Guennadievitch Bassov (en russe : Николай Геннадиевич Басов), né le 14 décembre 1922 à Ousman et décédé le 1er juillet 2001 à Moscou, est un physicien soviétique. Il est colauréat avec Alexandre Mikhaïlovitch Prokhorov d'une moitié du prix Nobel de physique de 1964.

## Biographie
Bassov naît à Ousman, une ville faisant maintenant partie de l'oblast de Lipetsk. Il finit ses études secondaires à Voronej en 1941 puis est appelé pour faire son service militaire, il entre dans une académie médicale militaire dont il sort médecin en 1943. Il prend ensuite part à la Seconde Guerre mondiale dans le premier front ukrainien.
À la fin de la guerre il reprend ses études, obtient sa maîtrise en 1950, l'équivalent d'un Ph.D. en 1953 à l'institut de physique Lebedev et le grade de docteur en sciences en 1956. Bassov est directeur de l'institut Lebedev de 1973 à 1988. Il devient membre correspondant de l'Académie des sciences d'URSS en 1962, membre à part entière en 1966.
Il est colauréat avec Alexandre Mikhaïlovitch Prokhorov d'une moitié du prix Nobel de physique de 1964 (l'autre moitié a été remise à Charles Townes) « pour des travaux fondamentaux en électronique quantique, ce qui a mené à la construction d'oscillateurs et d'amplificateurs fondés sur le principe du maser-laser ».

## Distinctions et récompenses
- Prix Lénine (1959)
- Prix Nobel de physique (1964)
- Deux fois Héros du travail socialiste (1969, 1982)
- Prix d'État de l'URSS (1989)
- Cinq Ordres de Lénine
- Ordre du Mérite pour la Patrie